# Hurricanes Sports Club
Maillots
Actualités
Le Hurricanes Sports Club est un club de football de la Grenade, basé dans la Paroisse de Saint Mark, dans le nord-ouest de l'île. Il joue ses rencontres à domicile à l'Alston George Park de Victoria, le chef-lieu de la paroisse.

## Repères historiques
Fondé en 1957, Hurricanes Sports Club remporte son premier titre national en 2003 avec un succès en championnat. Son palmarès compte actuellement cinq titres de champions et trois Coupes nationales.
Malgré son palmarès important, le club ne participe pour la première fois à une compétition continentale qu'en 2019, lors du Championnat des clubs caribéens de la CONCACAF, car la fédération grenadienne n'a que ponctuellement aligné des formations lors des rencontres internationales.

## Palmarès
- Championnat de Grenade (7)
  - Champion : 2003, 2006, 2008, 2015, 2018, 2022

- Coupe de Grenade (3)
  - Vainqueur : 2011, 2014, 2017
  - Finaliste : 2013, 2015